# Черноконь Олег Євгенович
Оле́г Євге́нович Черноко́нь (29 грудня 1978, м. Київ, Українська РСР — 20 липня 2017, с. Спартак, Ясинуватський район, Донецька область, Україна) — молодший сержант Збройних сил України, учасник російсько-української війни, позивний «Спец».

## Біографія
Народився 1978 року у Києві. Мешкав у Голосіївському районі міста. Проходив службу в десантних військах.
Під час російської збройної агресії проти України добровольцем пішов на фронт, воював у складі батальйону «Айдар». Був розвідником і снайпером, володів навичками ножового бою. Наприкінці 2016 року підписав контракт із 72-ю бригадою.
Молодший сержант, снайпер-інструктор, командир відділення розвідувального взводу 3-го механізованого батальйону 72-ї окремої механізованої бригади, військова частина А2167, м. Біла Церква, Київська область.
У 2017 році виконував завдання на опорному пункті «Шахта» (вентиляційний ствол шахти «Бутівка-Донецька», між Авдіївкою та окупованим селом Спартак), — найближчій українській позиції до окупованого Донецька, неподалік Донецького аеропорту.
Загинув 20 липня 2017 року близько 22:00 на спостережній позиції від осколкового поранення у голову під час чергового обстрілу опорного пункту «Шахта», — міна 82-мм калібру розірвалась на відстані 1,5 м від окопу, уламки міни пройшли нижче каски, яка лишилася неушкодженою. Тоді ж дістав поранення у руку побратим Олега Вячеслав Куцмай (позивний «Цинк», загинув 21 травня 2018 року в бою біля Горлівки), бійці ДУК «Правий сектор» «Ман» і «Бонд» зазнали легких поранень і контузії.
Похований 24 липня на кладовищі Києва.
Залишилася дружина та двоє маленьких дітей.

## Нагороди та вшанування
- Указом Президента України № 363/2017 від 14 листопада 2017 року, за особисту мужність і самовіддані дії, виявлені у захисті державного суверенітету та територіальної цілісності України, зразкове виконання військового обов'язку, нагороджений орденом «За мужність» III ступеня (посмертно)[5].